# Béhoust
Béhoust – miejscowość i gmina we Francji, w regionie Île-de-France, w departamencie Yvelines.
Według danych na rok 1990 gminę zamieszkiwały 322 osoby, a gęstość zaludnienia wynosiła 60 osób/km² (wśród 1287 gmin regionu Île-de-France Béhoust plasuje się na 914. miejscu pod względem liczby ludności, natomiast pod względem powierzchni na miejscu 650.).